# ISO 3166-2:TZ
ISO 3166-2 données pour la Tanzanie

## Mise à jour
```
ISO 3166-2:2003-09-05
```

## Régions (26)sw:mkoa
```
        (
sw
:)                  (
en
:)
TZ-01  
Arusha

TZ-02  
Dar es Salaam

TZ-03  
Dodoma

TZ-04  
Iringa

TZ-05  
Kagera

TZ-06  
Kaskazini Pemba
     
Pemba nord

TZ-07  
Kaskazini Unguja
    
Unguja Nord

TZ-08  
Kigoma

TZ-09  
Kilimandjaro

TZ-10  
Kusini Pemba
        
Pemba sud

TZ-11  
Kusini Unguja
       
Unguja sud et central

TZ-12  
Lindi

TZ-26  
Manyara

TZ-13  
Mara

TZ-14  
Mbeya

TZ-15  
Mjini Magharibi
     
Unguja ville et Ouest

TZ-16  
Morogoro

TZ-17  
Mtwara

TZ-18  
Mwanza

TZ-19  
Pwani
               
TZ-20  
Rukwa

TZ-21  
Ruvuma

TZ-22  
Ruvuma

TZ-23  
Singinda

TZ-24  
Tabora

TZ-25  
Tabora
```